# Zephyr (writer)
(Zephyr)
Zephyr o Zeph, pseudonimo di Andrew Witten (New York, ...), è un writer statunitense.

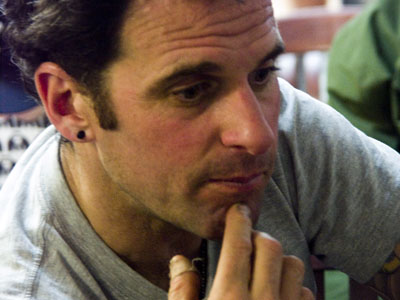

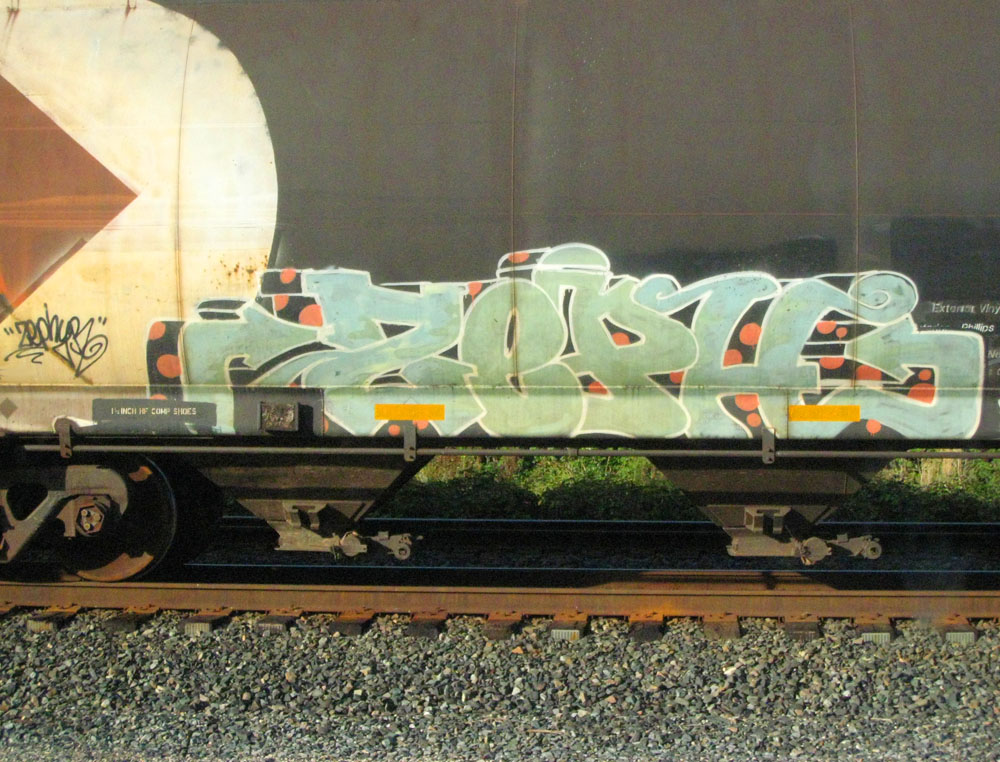
Graffito "Zeph", realizzato da Zephyr.

Comincia a dipingere nella zona di Broadway 1975, allargandosi ad altre città negli anni ottanta, affiliandosi ad artisti come Dondi e Noc 167. Zephyr è sempre stato all'avanguardia nel rapporto tra i graffiti e l'arte mainstream, ed è stato uno dei primi e più importanti personaggi ad affiancare ai muri ed ai treni la tela. A partire dagli anni 80 comincia ad esibirsi anche in Europa, con Dondi, alle presentazioni dei film Style Wars e Wild Style ed al libro Subway Art; in Wild Style appare anche come comparsa.
Nel 2001, con Michael White, scrive il libro Dondi White Style Master General - The Life of Graffiti Artist Dondi White.

## Scritti
- (EN) Andrew Witten e Michael White, Dondi White Style Master General - The Life of Graffiti Artist Dondi White, Regan Books, 2001, ISBN 0-06-039427-7.